# Municipio de Nidaros
El municipio de Nidaros (en inglés: Nidaros Township) es un municipio ubicado en el condado de Otter Tail en el estado estadounidense de Minnesota. En el año 2010 tenía una población de 322 habitantes y una densidad poblacional de 3,61 personas por km².

## Geografía
El municipio de Nidaros se encuentra ubicado en las coordenadas 46°14′29″N 95°34′26″O / 46.24139, -95.57389. Según la Oficina del Censo de los Estados Unidos, el municipio tiene una superficie total de 89,22 km², de la cual 79,49 km² corresponden a tierra firme y (10,9 %) 9,73 km² es agua.

## Demografía
Según el censo de 2010, había 322 personas residiendo en el municipio de Nidaros. La densidad de población era de 3,61 hab./km². De los 322 habitantes, el municipio de Nidaros estaba compuesto por el 98,14 % blancos, el 0,62 % eran afroamericanos, el 0,31 % eran amerindios y el 0,93 % eran de una mezcla de razas. Del total de la población el 1,55 % eran hispanos o latinos de cualquier raza.